# Liste der Nummer-eins-Hits in Polen (2001)
Diese Liste enthält alle Nummer-eins-Hits in Polen im Jahr 2001. Es gab in diesem Jahr 15 Nummer-eins-Alben.
| Alben |
| --- |
| - Enya – A Day Without Rain - 3 Wochen (18. Dezember 2000 – 7. Januar 2001) - Golec uOrkiestra – Golec uOrkiestra 2 - 2 Wochen (8. Januar – 21. Januar, insgesamt 6 Wochen; → 2000) - The Beatles – 1 - 3 Wochen (22. Januar – 11. Februar) - Jennifer Lopez – J.Lo - 2 Wochen (12. Februar – 25. Februar) - Golec uOrkiestra – Golec uOrkiestra 2 - 1 Woche (26. Februar – 4. März, insgesamt 6 Wochen) - Voo Voo – Płyta z muzyką - 1 Woche (5. März – 11. März) - Yugoton – Yugoton - 3 Wochen (12. März – 1. April, insgesamt 7 Wochen) - W pustyni i w puszczy (Soundtrack) - 1 Woche (2. April – 8. April) - Yugoton – Yugoton - 1 Woche (9. April – 15. April, insgesamt 7 Wochen) - Nick Cave and the Bad Seeds – No More Shall We Part - 1 Woche (16. April – 22. April) - Yugoton – Yugoton - 2 Wochen (23. April – 6. Mai, insgesamt 7 Wochen) - Natalia Kukulska – Tobie - 1 Woche (7. Mai – 13. Mai) - Yugoton – Yugoton - 1 Woche (14. Mai – 20. Mai, insgesamt 7 Wochen) - Kazik Staszewski – Melodie Kurta Weill’a i coś ponadto - 1 Woche (21. Mai – 27. Mai) - Depeche Mode – Exciter - 2 Wochen (28. Mai – 10. Juni) - Tool – Lateralus - 1 Woche (11. Juni – 17. Juni) - Ich Troje – Ad. 4 - 14 Wochen (18. Juni – 14. Oktober, insgesamt 17 Wochen; → 2002) - Kult – Salon Recreativo - 2 Wochen (15. Oktober – 28. Oktober) - Leonard Cohen – Ten New Songs - 11 Wochen (29. Oktober 2001 – 13. Januar 2002, insgesamt 14 Wochen; → 2002) |

Die Angaben basieren auf den offiziellen Albumcharts der ZPAV.